# Центральная область (Того)
Центральная область (фр. Région centrale) — одна из 5 областей Того. Площадь области равна 13 182 км². Численность населения составляет 617 871 человек (на 2010 год). Плотность населения — 46,87 чел./км². Административный центр области — город Сокоде. Другие города — Тчамба и Сотубуа.

## География
Центральная область Того расположена в центральной части страны. На севере от Центральной области находится область Кара, на юге — область Плато. К западу от неё проходит государственная граница Того с Ганой, на востоке — государственная граница с Бенином.

## Административное деление
Область разделена на 4 префектуры:
- Блита
- Сотубуа
- Тчамба
- Тиауджо